# Distrito Unido de Escuelas Preparatorias de Oxnard
El Distrito Unido de Escuelas Preparatorias de Oxnard o el Distrito de Escuelas Secundarias de Oxnard (Oxnard Union High School District o OUHSD) es un distrito escolar del Condado de Ventura, California. Tiene su sede en Oxnard.
Se estableció en 1902.
Sirve las localidades de Oxnard, Camarillo y Port Hueneme.
A partir de 2016 la actual superintendente es Dra. Trudy Arriaga.

## Escuelas preparatorias
- Adolfo Camarillo High School, Camarillo.
- Channel Islands High School, Oxnard.
- Hueneme High School, Oxnard.
- Oxnard High School, Oxnard.
- Pacifica High School, Oxnard.
- Rancho Campana High School, Camarillo.
- Rio Mesa High School, Oxnard.